# Аверьянов, Алексей Александрович
Алексе́й Алекса́ндрович Аверья́нов (1876—1952) — подполковник 176-го пехотного Переволоченского полка, герой Первой мировой войны, участник Белого движения. 

## Биография
Из мещан. Уроженец Тверской губернии. Образование получил в Мариинском земледельческом училище, где окончил два класса.
Окончил Казанское пехотное юнкерское училище по 1-му разряду, откуда выпущен был подпрапорщиком в 161-й пехотный Александропольский полк. 8 ноября 1898 года произведен подпоручиком в тот же полк. Произведен в поручики 15 апреля 1903 года, в штабс-капитаны — 20 сентября 1906 года.
14 октября 1912 года переведен в 176-й пехотный Переволоченский полк. Произведен в капитаны 14 марта 1914 года «за выслугу лет». В Первую мировую войну вступил в рядах того же полка. Пожалован Георгиевским оружием
За то, что в боях с 25 по 30 августа 1914 года, под гор. Рава-Русской, командуя батальоном и находясь все время в передовой линии, под сильным огнем, не только удерживал свои позиции, но и продвигался вперед, выбивая штыковым боем его из окопов, причем было захвачено более 100 человек пленных.
Удостоен ордена Св. Георгия 4-й степени
За то, что 5 октября 1914 года в 12 час. дня под сильнейшим ружейным и артиллерийским огнем переправился на понтонах на левый берег р. Сана, занял позицию и постепенно продвинулся вперед в направлении на д. Нова-Весь, чем обеспечил за собой пространство для переправы сзади следовавших частей. В ночь с 6 на 7 октября атаковал неприятеля, овладел его окопами в южной окраине этой деревни и взял в плен 200 человек. Утвердясь на занятой позиции, имевшей для операций дивизии особенно важное значение, удерживал ее, не взирая на губительный огонь легкой и тяжелой артиллерии и ружейный и на настойчивые атаки подавляющего в силах противника. Будучи при отражении атаки тяжело раненым, оставался на позиции целый день, продолжая руководить боем, пока атаки противника не были окончательно отбиты.
Произведен в подполковники 5 октября 1915 года «за отличия в делах против неприятеля». 23 июля 1916 года назначен командующим 284-м пехотным запасным батальоном, а 8 мая 1917 года произведен в полковники.
В Гражданскую войну участвовал в Белом движении на Юге России, в феврале—марте 1921 года — в составе 2-го стрелкового полка 3-й русской армии в Польше. На 10 сентября 1923 года — в лагере Щалково, 19 мая 1924 года убыл из лагеря Стржалково во Францию.
В эмиграции во Франции. Был начальником группы РОВС в Омекуре Умер в 1952 году там же. Был женат.

## Награды
- Орден Святой Анны 3-й ст. (ВП 9.03.1912)
- Орден Святой Анны 4-й ст. с надписью «за храбрость» (ВП 15.01.1915)
- Орден Святого Георгия 4-й ст. (ВП 19.05.1915)
- Георгиевское оружие (ВП 20.11.1915)
- Орден Святого Станислава 2-й ст. с мечами (ВП 5.12.1916)
- Орден Святого Владимира 4-й ст. «за отлично-усердную службу и труды, понесенные во время военных действий» (1917)